# 微細加工技術
微細加工技術とは微小領域に精細な加工を施す技術である。

## 概要
微細加工技術には従来の機械加工技術だけではなく、フォトリソグラフィ、電解加工等が含まれる。

## 微細加工技術の種類

### フォトリソグラフィ
ステッパーによる縮小露光によってフォトレジストを塗布したシリコンウエハー等の材料の表面に露光して、エッチングによって微細な電子回路を形成する。

### 電子線による直接描画
真空中で電子線によって直接フォトレジストを塗布した材料上にパターンを形成する。走査にはラスタースキャンとベクタースキャンがある。主にフォトリソグラフィのマスクパターンの製造に用いられる。

## ナノインプリンティング
微細加工によってパターンが刻まれたマスクをウエハーに重ねて転写する事で従来のフォトリソグラフィでの露光プロセスを代替する。

## マスクレス リソグラフィ
パターンが刻まれたマスク使用せずにウエハー上にパターンを形成する。マスクが存在しないのでパターンの形成に柔軟性がある反面、生産性は劣る。

## X線リソグラフィ
紫外線露光よりも分解能が高くなる事が期待されるが、縮小露光が出来ないのでマスクの製造が課題になる。

## 集束イオンビーム
収束したイオンビームによって直接パターンを作成する。柔軟性があるものの、生産性は低い。

## 多光子リソグラフィ
レーザー光によってパターンを形成する。

## コンタクトリソグラフィ
縮小投影型露光装置（ステッパー）を使用せずにマスクを直接ウエハー上に載せて露光する。初期の集積回路や液晶パネルの露光工程で使用されていたが、集積度の向上やマスク表面に付着した塵が歩留まりに影響を与えるためステッパーによる露光によって置き換えられたが、近年、ステッパーの解像度向上の限界によりナノインプリント リソグラフィによって再登場しつつある。

## 用途
- 半導体の製造
- MEMSの製造
- 動圧流体軸受の製造